# Октябрьский (город)
Октя́брьский (башк. Октябрьский) — город республиканского значения в России, на западе Башкирии, в 180 км от Уфы. Основан при разработке Туймазинского нефтяного месторождения из сёл Старые Туймазы, Верхнее Заитово, Нарышево, Туркменево и Московка. Площадь города составляет более 100 км². Город республиканского значения, образует одноимённый городской округ.

## Этимология
Посёлок возник в 1945 году при нефтяном промысле Туймазинского нефтяного месторождения, с 1946 года — город, получивший название Октябрьский.

## История
На стоянке Муллино II, которая датируется по рубежом VII—VI тыс. до н. э., найдены самые древние останки домашней лошади. По данным археологических исследований А. В. Збруевой, В. Е. Гарутта, С. И. Киктенко, А. П. Шокурова, В. Л. Яхимович район города Октябрьского в I тысячелетии н. э. был заселён людьми кипчакско-тюркского племени.
В период Волго-Булгарского государства на кочевьях скотоводов начинается пашенное земледелие. Во второй половине XVI в. и в течение XVII века Икская долина и склоны Нарыштау стали местом массового переселения народов Среднего Поволжья. Происходит хозяйственное освоение края.
В 1632 г. старшина Кыр-Еланского рода Кулчан сын Куккуз-бея получил от Уфимского воеводы князя М. Ю. Трубецкого жалованную грамоту Московского царя на владение вотчинной землёй по долине реки Ик и склонам Нарыштау. В этих местах появились деревни: в 1684 г. началось становление Туркменево, в 1742 г. — строительство Нарышево, в 1740—50-е гг. появились Мулла, Верхне-Заитово. В эти же годы строился здесь аул родового старшины Москау Давлеткулова Тау-Баш, названный позже Московкой.
В период кантонной системы управления деревни склона Нарыш-Тау входили в состав 12 башкирского и 5 мишарско-татарского кантонов, население относилось к военному сословию. С образованием Уфимской губернии в 1865 г. они вошли в Верхне-Бишиндинскую волость Белебеевского уезда.

### Становление города
5 апреля 1946 года рабочий посёлок Октябрьский Туймазинского района был преобразован в город республиканского подчинения. В состав города вошла деревня Муллино.
Рабочий посёлок застраивался бессистемно, необходимо было упорядочить сложное городское образование, потому в Москве архитектурной мастерской № 1 братьев Весниных был заказан генеральный план города. Генплан был разработан в классическом духе русского градостроительного искусства. От образовавшейся вдоль Ика Девонской улицы и примыкающей к нему застройки была запроектирована регулярная квартальная застройка. От центра шла широкая улица Горького до проектируемого железнодорожного вокзала по Северной улице. Под городские парки были отведены два больших участка, один для основанного в 1946 году парка нефтяников, второй для будущего парка им. Ю. Гагарина по проекту В. Г. Кениг. По периметру парков запроектировано Садовое кольцо по подобию столицы. В плане городская застройка напоминает силуэт фонтана нефти, идущего по центру — проспекту, от Девонской улицы и за Садовым кольцом разбрасывающего кварталы малоэтажных домов. Город от восьмиэтажных доминант гостиницы и банка постепенно переходил на 3—5-этажную застройку, а затем в пригороде на 1—2-этажные дома.
В 1946—47 годах были построены около полутысячи финских домов и бараков по проекту В. Г. Кениг. Дома образовали Зелёный и Восточный посёлки.
С 29 мая 1952 года по 30 апреля 1953 года город Октябрьский находился в составе Уфимской области.

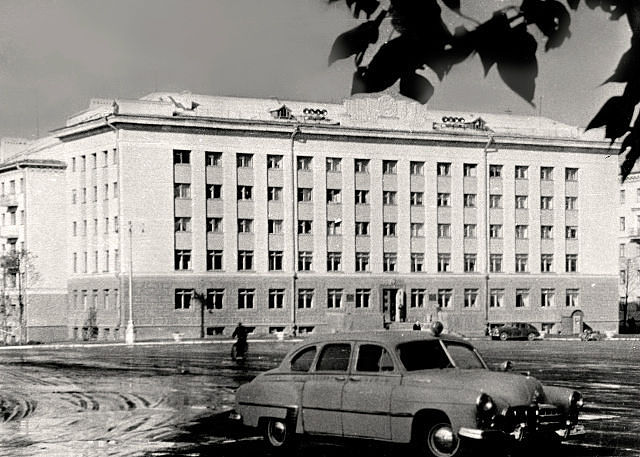
Здание администрации, 60-е.

В начале 1950-х годов город застраивался 2—5-этажными капитальными домами, спроектированными как единый архитектурный ансамбль квартальной застройки. В это время возведены значительные общественные сооружения города: дом техники, ДК строителей, универмаг, 10 школьных зданий, 8 детских садов и яслей. Построены роддом и больничный городок нефтяников, состоящий из четырёх корпусов и других построек. К началу 1960-х годов было завершено формирование нового административного центра и проспекта им. Сталина (позже пр. им. Ленина) 2—6-этажными капитальными жилыми домами и зданиями. С началом хрущёвской кампании по обеспечению населения дешёвыми квартирами начался снос первоначальных кварталов и внедрение в сложившуюся гармоничную застройку пятиэтажных домов.
Крупным градообразующим фактором Октябрьского явилось строительство в 1970-х годах спутника КамАЗа — завода автоприборов. Город получил развитие в восточном направлении. В ленинградском НИИП градостроительства в 1977 г. архитектором С. Н. Самениной был разработан генеральный план города под руководством С. И. Соколова.
В конкурсе «Самое благоустроенное городское (сельское) поселение России за 2010 год» город занял третье место в категории «Городские поселения с населением от 100 тысяч человек и более».
В конкурсе «Самое благоустроенное городское (сельское) поселение России за 2015 год» Октябрьский занял первое место в категории «Городские поселения с населением от 100 тысяч человек и более».

## География

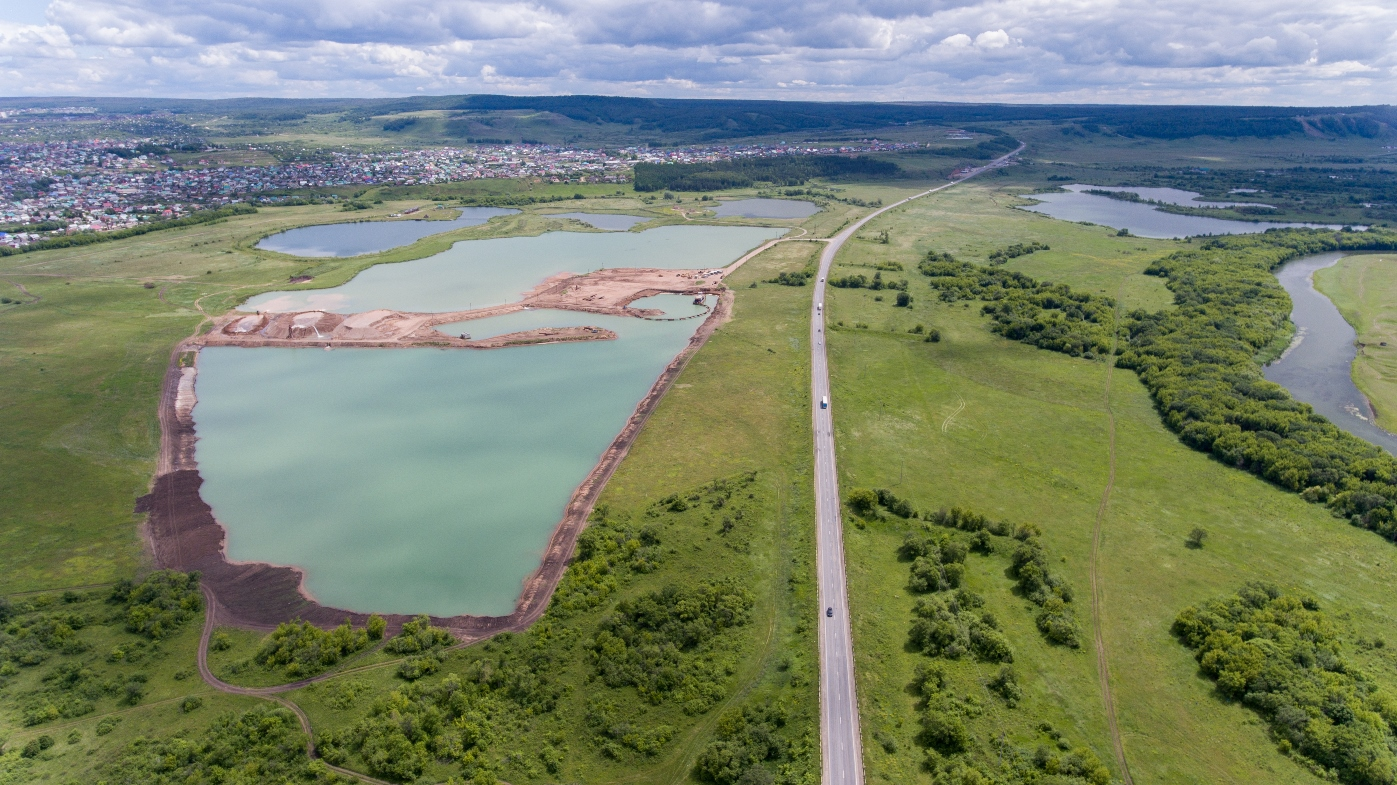
Вид на федеральную трассу с панорамой города.

Является пятым по величине городом в республике Башкортостан, находится на eё западе, в 180 км от Уфы.
Расположен в Приуральской зоне (Бугульминско-Белебеевская возвышенность), на правом берегу реки Ик, являющейся одновременно границей с Республикой Татарстан. Находится вблизи федеральной трассы М5 «Урал».
Расстояние до Москвы — 1245 км, до ближайшей железнодорожной пассажирской станций Уруссу (Татарстан) — около 15 км, станции Туймазы (Башкортостан) — 25 км.
В черте города находится тупиковая железнодорожная станция Нарышево (без пассажирского движения). В 9 км юго-западнее города имеется спортивный аэродром Октябрьский (бывший аэропорт).
Через город протекает река Каинлыкуль.
Часовой пояс
Октябрьский находится в часовой зоне МСК+2. Смещение применяемого времени относительно UTC составляет +5:00.

### Климат
| Показатель                            | Янв.    | Фев.    | Март   | Апр.  | Май    | Июнь   | Июль   | Авг.   | Сен.   | Окт.  | Нояб.  | Дек.    | Год   |
| ------------------------------------- | ------- | ------- | ------ | ----- | ------ | ------ | ------ | ------ | ------ | ----- | ------ | ------- | ----- |
| Абсолютный максимум, °C               | =       | =       | =      | =     | =      | =      | =      | =      | =      | =     | =      | =       | =     |
| Средний суточный максимум, °C         | =       | =       | =      | =     | =      | =      | =      | =      | =      | =     | =      | =       | =     |
| Средняя температура, °C               | = −11,2 | = −11,0 | = −5,9 | = 4,6 | = 13,8 | = 19,1 | = 20,9 | = 18,3 | = 12,5 | = 4,5 | = −4,8 | = −10,4 | = 4,3 |
| Средний суточный минимум, °C          | =       | =       | =      | =     | =      | =      | =      | =      | =      | =     | =      | =       | =     |
| Абсолютный минимум, °C                | =       | =       | =      | =     | =      | =      | =      | =      | =      | =     | =      | =       | =     |
| Норма осадков, мм                     | =       | =       | =      | =     | =      | =      | =      | =      | =      | =     | =      | =       | =     |
| Источник: NASA. База данных RETScreen |         |         |        |       |        |        |        |        |        |       |        |         |       |

- Среднегодовая температура воздуха: + 4,3 °C;
- Относительная влажность воздуха: 67,2 %;
- Средняя скорость ветра: 3,6 м/с;

## Местное самоуправление
Структуру органов местного самоуправления города как городского округа составляют:
- представительный орган городского округа, именуемый Советом;
- глава городского округа, именуемый председателем Совета;
- администрация городского округа, именуемая Администрацией.

Главы администрации городского округа:
- 2005—2013 — Молчанов Сергей Александрович
- 2013—2023 — Шмелёв Алексей Николаевич
- с 2023 года — Пальчинский Алексей Евгеньевич

Председатель Совета:
- Имангулов, Айдар Адгамович (2005—24 сентября 2024)
- Купавых, Андрей Борисович (с 24 сентября 2024 года)[17].

## Руководители города Октябрьского
Руководители города Октябрьского (c 1947 года по настоящее время):
- Главы Октябрьского:[править]  -  председатель исполкома Закиров, Рауф Абдулхакович (1947—1953)
  -  председатель исполкома Харисов, Галлямгор Харисович (1953—1957)
  -  председатель исполкома Торшин, Александр Павлович (1957—1964)
  -  председатель исполкома Клинов, Иван Елизарович (1965—1984)
  -  председатель исполкома Хайрутдинов, Фавис Ямгутдинович (1984—1990)
  -  председатель исполкома Огородников, Игорь Витальевич (1990—1991)
  -  председатель исполкома Корольков, Юрий Васильевич (1991—1992)
  -  глава администрации Корольков, Юрий Васильевич (1992—2003);
  -  глава администрации Молчанов, Сергей Александрович (2003—2013);
  -  глава администрации Шмелёв, Алексей Николаевич (2013—2023);
  -  глава администрации Пальчинский, Алексей Евгеньевич (и. о. c 14 сентября 2023 года, с 1 декабря 2023 года).

## Территориальное деление
- 7-й микрорайон;
- 21-й микрорайон;
- 23-й микрорайон;
- 24-й микрорайон;
- 25-й микрорайон;
- 26-й микрорайон;
- 28-й микрорайон;
- 29-й микрорайон;
- 32-й микрорайон;
- 34-й микрорайон;
- 35-й микрорайон;
- 36-й микрорайон;
- 37-й микрорайон;
- 38-й микрорайон;
- 40-й микрорайон;
- микрорайон Радужный;
- Заитово;
- Московка;
- Муллино;
- Нарышево
- Прометей;
- Первомайский;
- Спутник;
- Туркменево;
- Озёрный;
- Речной Западный
- Солнечный;
- Зелёный посёлок.

В городе имеется две Пионерских улицы: одна расположена в посёлке Туркменево, вторая — между 35-м микрорайоном и ул. Космонавтов. Самая короткая улица города: Мичурина, имеет всего один дом № 3.

## Население
| 1959     | 1962     | 1967     | 1968     | 1970     | 1973     | 1975     | 1976     | 1979     | 1982     | 1985     | 1986     |
| -------- | -------- | -------- | -------- | -------- | -------- | -------- | -------- | -------- | -------- | -------- | -------- |
| 65 009   | ↗70 000  | ↗79 000  | ↗80 000  | ↘76 815  | ↗79 000  | ↗82 000  | →82 000  | ↗88 278  | ↗96 000  | ↗104 000 | →104 000 |
| 1987     | 1989     | 1990     | 1991     | 1992     | 1993     | 1994     | 1995     | 1996     | 1997     | 1998     | 1999     |
| ↗106 000 | ↘104 536 | ↗105 000 | ↗107 000 | →107 000 | →107 000 | ↗109 000 | ↗110 000 | ↗111 000 | →111 000 | →111 000 | ↗111 700 |
| 2000     | 2001     | 2002     | 2003     | 2004     | 2005     | 2006     | 2007     | 2008     | 2009     | 2010     | 2011     |
| ↘111 500 | ↘111 100 | ↘108 647 | ↗108 700 | ↘108 600 | ↘108 200 | ↘107 800 | ↘107 700 | ↗108 211 | ↗109 044 | ↗109 474 | ↘109 400 |
| 2012     | 2013     | 2014     | 2015     | 2016     | 2017     | 2018     | 2019     | 2020     | 2021     | 2024     | 2025     |
| ↗110 667 | ↗111 551 | ↗112 249 | ↗112 478 | ↗113 626 | ↗113 929 | ↘113 827 | ↗114 194 | ↘114 100 | ↗115 557 | ↗116 427 | ↗116 510 |

На 1 января 2025 года по численности населения город находился на 146-м месте из 1124 городов Российской Федерации.
По численности населения Октябрьский занимает пятое место среди городов Республики Башкортостан.
Согласно прогнозу Минэкономразвития России, численность населения будет составлять:
- 2024 — 122,83 тыс. чел.
- 2035 — 134,36 тыс. чел.

### Национальный состав
Формирование города как нефтяного центра определило его дальнейшее развитие и многонациональный состав. В настоящее время в городе проживают представители более 50 национальностей. Согласно Всероссийской переписи населения 2010 года: русские — 40,9 %, татары — 38,1 %, башкиры — 13,3 %, чуваши — 1,8 %, украинцы — 1,3 %, марийцы — 1,2 %, лица других национальностей — 3,4 %.
По итогам переписи населения 2020 года проживали следующие национальности (национальности менее 0,1 % и другое см. в сноске к строке «Другие»):
| Национальность | Численность, чел. | Доля     |
| -------------- | ----------------- | -------- |
| Русские        | 47 313            | 40,94 %  |
| Татары         | 43 044            | 37,25 %  |
| Башкиры        | 16 054            | 13,89 %  |
| Чуваши         | 1351              | 1,17 %   |
| Марийцы        | 953               | 0,82 %   |
| Таджики        | 707               | 0,61 %   |
| Армяне         | 589               | 0,51 %   |
| Украинцы       | 539               | 0,47 %   |
| Узбеки         | 472               | 0,41 %   |
| Мордва         | 379               | 0,33 %   |
| Немцы          | 322               | 0,28 %   |
| Другие         | 3834              | 3,32 %   |
| Итого          | 115 557           | 100,00 % |

### Языковой состав
Согласно Всероссийской переписи населения 2010 года родными языками населения являлись: русский — 52,5 %, татарский — 35,9 %, башкирский — 6,9 %, чувашский — 1 %.
Согласно Всероссийской переписи населения 2020 года родными языками населения являлись: русский — 48,6 %, татарский — 33,5 %, башкирский — 10,8 %, чувашский — 0,8 %.

## Экономика
Город имеет значительную минерально-сырьевую базу для обеспечения производства строительных материалов: строительные камни, песчано-гравийный материал, пески для бетона и строительных материалов. Также Октябрьский является крупным индустриальным центром, в частности, машиностроение занимает 43 %, топливная промышленность — 32 %. Предприятия города выпускают продукцию, которая включает в себя более 250 наименований: нефтепродукты, газ, нефтепромысловое и автотранспортное оборудование, строительные конструкции и материалы, вахтенные и жилые комплексы, изделия из пластмасс, керамики и фарфора.

#### Нефтедобывающая (топливная) промышленность
- ООО «НГДУ „Туймазанефть“» ООО «Башнефть-Добыча», АНК «Башнефть» (добыча нефти и газа, производство и реализация нефтепродуктов).

#### Машиностроение
- ОАО АК «ОЗНА» (нефтеаппаратура, запасные части к буровым насосам, котельное оборудование, трубопроводная арматура, чугунные изделия).
- ОАО «Роснефтемаш» (нефтепромысловое оборудование, станки-качалки, подъёмно-транспортное оборудование и подъёмные краны).
- «Таргин» — (нефтеаппаратура, запасные части к буровым насосам, котельное оборудование, трубопроводная арматура, чугунные изделия).
- ООО «Октябрьскхиммаш» (оборудование для нефтяной, газовой и химической промышленности)
- ООО «ПетроТул» (буровое, ловильное оборудование, КНБ, сервисные услуги)

### Инновационная деятельность
- ООО ННПК «Эхо»
- ПАО НПП «ВНИИГИС» (разработка, изготовление, реализация аппаратуры и оборудования для геофизических исследований нефтяных, газовых, рудных и угольных скважин, геофизические исследования скважин). Предприятие в 2012 году внесено в реестр надёжных партнёров торгово-промышленной палаты Республики Башкортостан.
- ООО НПФ «Пакер» (проектирование, производство пакерно-якорного оборудования и скважинных компоновок для эксплуатации, интенсификации и капитального ремонта нефтяных и газовых скважин, сервисные услуги по инженерному сопровождению, установке и ремонту).
- АО НПФ «ГИТАС» (НИОКР в области создания цифровых и программно-управляемых скважинных приборов оказание услуг по геофизическим исследованиям вертикальных и наклонно-направленных скважин различного назначения).
- ООО НПП «Ингео» (конструирование, разработка и изготовление компьютеризированных аппаратурно-методических комплексов и скважинных приборов для геофизических исследований нефтегазовых, рудных, угольных и гидрогеологических скважин).
- ООО НПФ «АМК Горизонт» (геофизическое сопровождение строительства нефтегазовых скважин и боковых стволов с горизонтальным окончанием).

#### Нефтехимическая промышленность
- ООО «ЗПИ „Альтернатива“ (Октябрьский завод пластмассовых изделий) (производство товаров народного потребления из пластмассы).

#### Фарфоро-фаянсовая промышленность
- ООО „ИталБашкерамика“ (производство керамической облицовочной плитки). Совместное итало-башкирское предприятие с полным технологическим циклом.
- ООО „Башкирский фарфор“ (производство ресторанной посуды, высокохудожественных изделий, сувенирной продукции).

#### Промышленность строительных материалов
- ОАО „Блокжилкомплект“ и ООО „Октябрьский завод металлоконструкций“ (помещения контейнерного типа, металлоконструкции строительные, мобильные вагон-дома, кровельные и фасадные материалы, кровельные и стеновые материалы из листовой стали с оцинкованным и лакокрасочным покрытиями).
- ООО „Европласт“ (окна, двери, алюминиевые конструкции, лоджии, секционные ворота, роллеты, жалюзи). Победитель республиканского конкурса „Лучшие товары Башкортостана-2008“ в номинации „Промышленные товары для населения“.
- ООО „ОЗЖБК“ ДО ОАО „Стронег“ (Октябрьский завод железобетонных конструкций) (изделия из бетона).
- ООО „СТ-Монтаж“ (Октябрьский завод „ПромВентиляция“) (производственно-монтажная компания). Специализируется на производстве систем вентиляции промышленных и гражданских объектов, аспирации и пневмотранспорта, пуско-наладке вент.оборудования.

#### Производство и распределение электроэнергии, газа и воды
- ОАО „Октябрьсктеплоэнерго“.
- ОАО „Октябрьские электрические сети“.
- ООО „Октябрьское управление энергообеспечения нефтедобычи“.
- МУП „Октябрьсккоммунводоканал“.

#### Лёгкая промышленность
- ООО „Октябрьская кожевенная фабрика“ (кожа для производства обуви и одежды).
- ООО „Себа“ (Октябрьская обувная фабрика: детская дошкольная и ясельная обувь; организация ликвидирована 30.12.2014).

#### Пищевая промышленность
- ООО „Октябрьский хлеб“ (хлебобулочные, кондитерские изделия, блинно-оладьевая мука, макаронные изделия).
- ООО „Золотой Рог“ (мини-мясокомбинат: колбасные изделия и мясные деликатесы).

#### Полиграфическая промышленность
- ГУП „Октябрьская городская типография“ (печать газет, брошюр и бланков).

## Образование

### Высшие учебные заведения

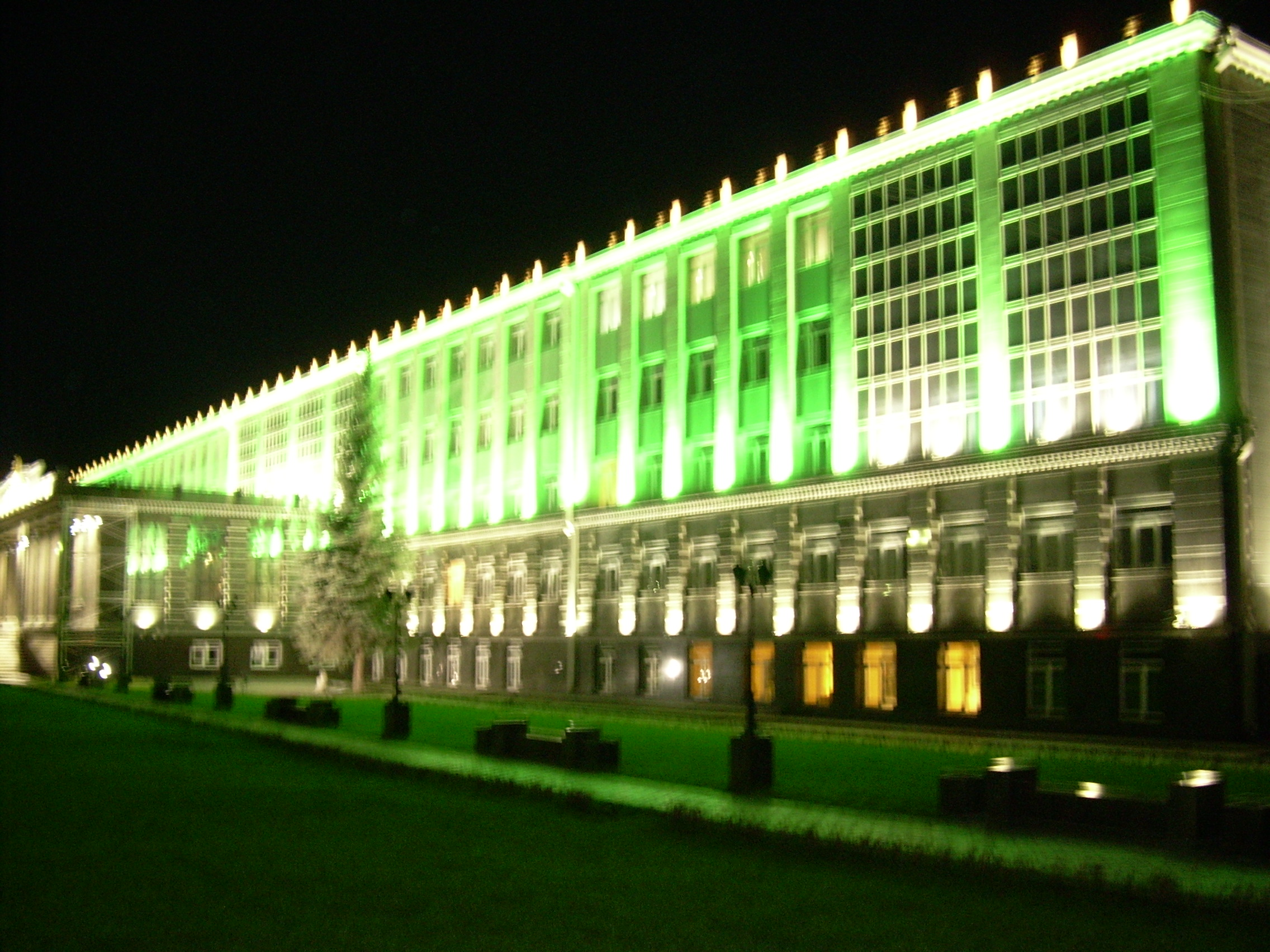
ОФ УГНТУ в 2014 году.

- Уфимский государственный нефтяной технический университет Октябрьский филиал
- Башкирская академия комплексной безопасности предпринимательства при БашГУ.

### Средние специальные учебные заведения
- Октябрьский нефтяной колледж им. С.И.Кувыкина
- Октябрьский многопрофильный профессиональный колледж
- Медресе „Нуруль Ислам“
- Октябрьский экономический техникум
- Гуманитарный колледж
- Октябрьский музыкальный колледж
- Октябрьский коммунально-строительный колледж
- Октябрьский филиал Туймазинского медицинского колледжа

### Средние учебные заведения
- Школа № 1.
- Гимназия № 2.
- Гимназия № 3.
- Башкирская гимназия № 4.
- Школа № 8
- Школа № 9.
- Школа № 10.
- Татарская гимназия № 11.
- Школа № 12.
- Школа № 13.
- Школа № 17.
- Школа № 17 корпус 2
- Школа № 18.
- Школа № 20.
- Школа № 22.

## Учреждения дополнительного образования детей
- Дворец детского и юношеского творчества
- Дворец молодёжи
- Дом дружбы народов
- Детская художественная школа
- Детский эколого-биологический центр
- Станция детского и юношеского туризма и экскурсий
- Детское учреждение ,,Юность»
- Ледовый дворец

## Спорт

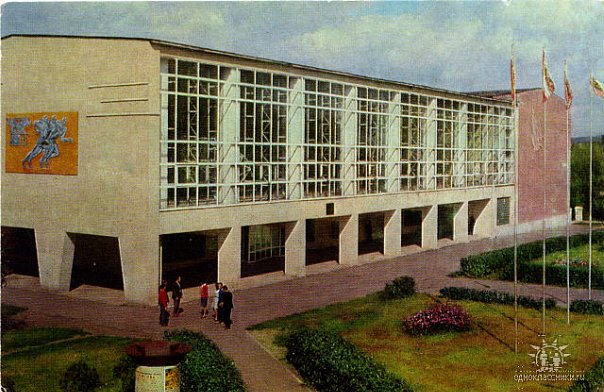
Дворец Спорта, 60-е.

Развитие физической культуры и спорта на территории городского округа осуществляется в соответствии с муниципальной программой «Развитие физической культуры и спорта в городском округе город Октябрьский Республики Башкортостан».
Для занятий физической культурой, спортом и туризмом в городском округе функционируют: стадион «Нефтяник», Дворец спорта, спортивный комплекс «Девон», горнолыжный комплекс «Уязы-Тау», спортивный комплекс «Апельсин сити», спортивно-оздоровительный комплекс «Спартак», городской тир. В городе работают четыре спортивные школы, на базе которых тренируются 4013 спортсменов.
Наиболее популярными видами спорта для октябрьцев являются футбол, бокс, самбо, борьба, плаванье, акробатика, ориентирование, а также лыжи (биатлон). Ежегодно проводится всероссийский турнир по боксу класса «А», памяти мастера спорта России Тимура Габдуллина. На высоком организационном уровне проходят Всероссийские соревнования по спортивной акробатике, памяти Александра Дергунова.
Городская команда «Лукойл» — ежегодный призёр чемпионата России по спидвею и трёхкратный победитель этого чемпионата (1997, 1999—2000). В сезонах 2008, 2009 годов команда не участвовала в чемпионате России, так как ОАО «Лукойл» отказался спонсировать команду. Спустя два года, в 2010 году в Октябрьском, усилиями Эдуарда Шайхуллина была возрождена спидвейная команда. С сезона 2010 года команда носит название СК «Октябрьский». С 2013 года — АНО СТК «Октябрьский», директором клуба является Альберт Латыпов. С 2014 по 2016 годы команда не участвовала в Командном чемпионате России, с 2017 года команда вновь участвует в КЧР.
Соревнования по гонкам на гаревой дорожке проходят на стадионе «Нефтяник», который вмещает около 4 тысяч зрителей. C 2019 года команда АНО СТК «Октябрьский» переименована в СТК «Башкирия».
В 2009 году в 3-х километрах от города открылся горнолыжный комплекс «Уязы-Тау», где зимой 2011 года прошло первенство России по фристайлу среди юношей. Популярны прыжки с парашютом. Организатором такого экстремального отдыха является ОАТСК ДОСААФ России. В Октябрьском есть лыжная база и лыжероллерная трасса, тренируются лыжники и биатлонисты. В 2016 году построен биатлонный центр.
Работает Центр тестирования ГТО.
21 декабря 2023 года был открыт ледовый дворец «Октябрьский» и заложен камень строительства плавательного бассейна.

## Культура
- Октябрьский историко-краеведческий музей им. А. П. Шокурова.
- Дворец детского и юношеского творчества.
- Дворец молодёжи.
- Детский эколого-биологический центр.
- Станция юных техников.
- По субботам проводятся концерты духового оркестра в городском Парке культуры.
- Дворец спорта.

## Памятники

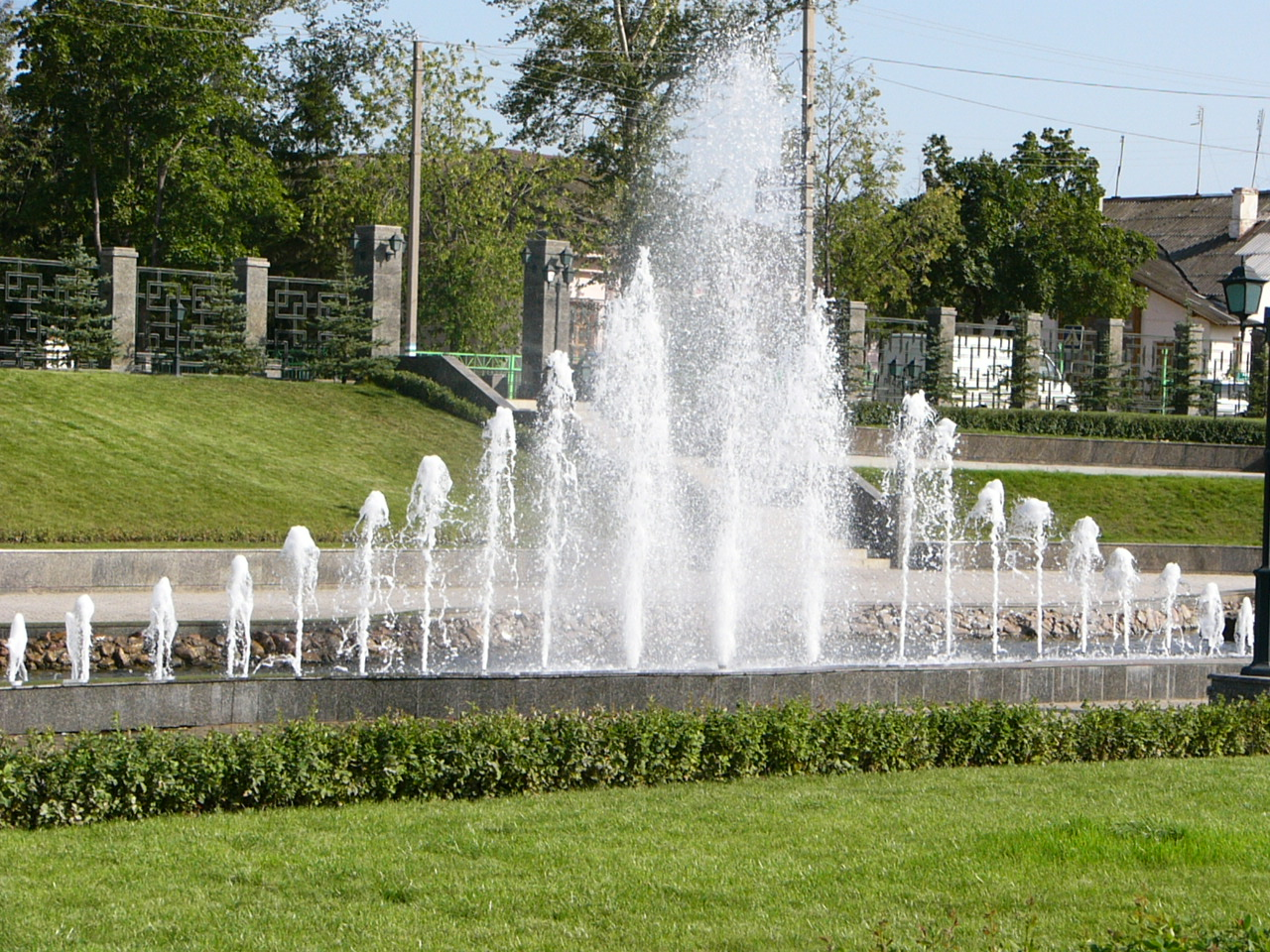
Фонтан в сквере «Молодёжный»

- Памятник «Думы солдата» и Аллея героев в парке Победы (Мемориальный комплекс)[64][65]
- Памятник Карлу Марксу и Фридриху Энгельсу[66].
- Памятник Ивану Михайловичу Губкину[67][68].
- Памятник Владимиру Ильичу Ленину.
- Памятник Василию Ивановичу Чапаеву[69].
- Памятник Талипу Латыповичу Нуркаеву[70].
- Памятник Александру Матвеевичу Матросову.
- Памятник Музагиту Хайрутдиновичу Хайрутдинову.
- Мемориал погибшим при исполнении воинского долга, с барельефом, увековечившим лица семерых октябрьцев, погибших в Афганистане[71].
- Бюст Героя Советского Союза Гатиатуллина Шакирьяна Юсуповича.
- Бюст Героя Советского Союза Нуркаева Талипа Латыповича.
- Бюст Героя Советского Союза Никитина Ивана Моисеевича.
- Бюст Юрия Гагарина[72].
- Памятник труженикам тыла и детям войны в парке Победы[73].
- Памятник воинам-пограничникам в парке Победы[74].
- Памятник десантникам в парке Победы.[75].
- Памятник архитекторам Весниным[76].

## Религия

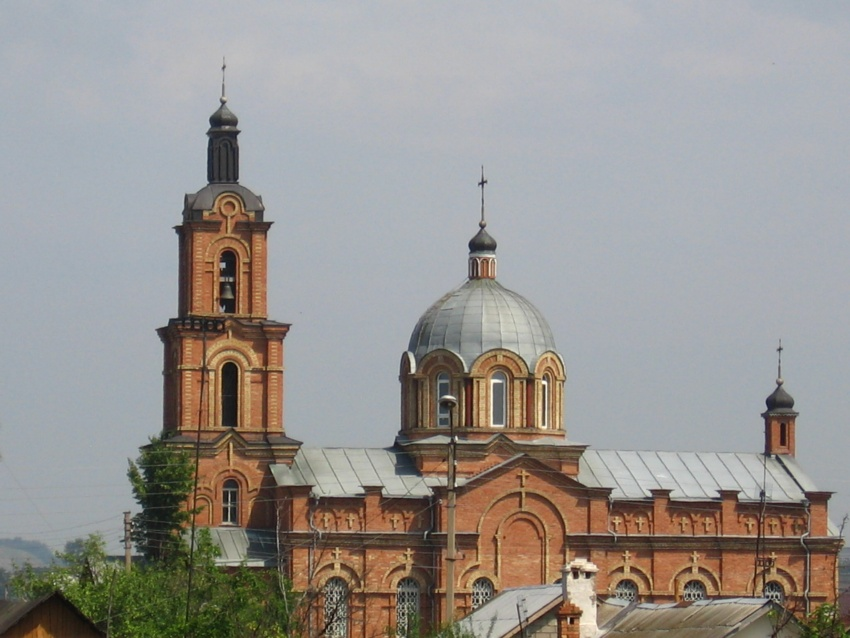

Основными религиозными конфессиями в городе являются ислам и православие.
Православные храмы:
- Богородице-Смоленский храм был построен в 1990-95 гг[77];
- Троице-Сергиевская церковь

Мечети:
- В 2007 году состоялось официальное открытие Заитовской соборной мечети, построенной за счёт благотворительных взносов отдельных предприятий и частных лиц;

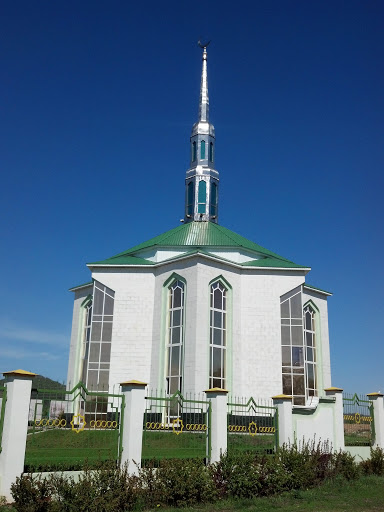

- Мечеть Мухсин;
- Мечеть

## Средства массовой информации

### Печатные
- Газета «Октябрьский нефтяник». Первый номер вышел в 1947 году[78]
- Газета «Туган як»

### Телевидение
- 1 МВ — Россия 1 / ГТРК Башкортостан;
- 5 МВ — БСТ;
- 11 МВ — Первый канал;
- 21 ДМВ — ТНВ-Татарстан;
- 28 ДМВ — СТС;
- 38 ДМВ — РЕН ТВ;
- 45 ДМВ — Домашний;
- 53 ДМВ — ТВЦ.

### Радиовещание
- 70,28 МГц — Радио России / ГТРК Башкортостан;
- 90,6 МГц — Радио России / ГТРК Башкортостан;
- 92,7 МГц — Радио Маяк;
- 94,5 МГц — Вести FM;
- 102,0 МГц — Милицейская волна;
- 102,7 МГц — Радио Юлдаш;
- 103,5 МГц — Европа Плюс;
- 103,9 МГц — DFM;
- 105,7 МГц — Спутник FM;
- 106,3 МГц — Авторадио;
- 106,9 МГц — Дорожное радио.

## Города-побратимы
- Карамай, Китай.
- Нефтекамск, Россия

## Люди, связанные с городом
- Молчанов Анатолий Александрович (1938—2019) — геофизик, доктор технических наук, профессор, заслуженный деятель науки и техники БАССР, лауреат Государственной премии СССР, почетный гражданин г. Октябрьского[79].